# NGC 659
NGC 659 är en X-formad stjärnhop i stjärnbilden Cassiopeja.
NGC 659 har ungefär 40 stjärnor, och ligger ungefär 1/2 grad sydväst om NGC 663. Precis i närheten ligger dubbelstjärnan 44 Cassiopeiae med magnituden 5,8, vilken troligen inte hör till denna hop.